# Batalla de Dos Ríos
Combate de Dos Ríos fue un enfrenamiento militar entre rebeldes independentistas cubanos y las fuerzas del Ejército colonial español durante la Guerra de la Independencia de Cuba.

## Expedición Martí-Gómez
A las 10:00 de la mañana del día 11 de abril, logran desembarcar en Playitas de Cajobabo (jurisdicción de Baracoa), seis expedicionarios: José Martí, Máximo Gómez, Francisco Borrero, Ángel Guerra, César Salas y Marcos del Rosario. Todos ellos están presentes en el combate de Dos Ríos, excepto el expedicionario y brigadier Ángel Guerra, quien el día 7 de mayo en La Güira, campamento del teniente coronel Quintín Banderas, se separa para asumir el mando de la brigada de Holguín.

## Trayecto de la expedición Martí-Gómez

### Jurisdicción de Baracoa
En la tarde del día 13 de abril la expedición Gómez-Martí, acampados en la cueva de Juan Ramírez, recibe a dos cubanos de parte del comandante Félix Ruenes, jefe de las fuerzas sublevadas en Baracoa, poniéndose a sus órdenes. Con los mismos mensajeros le dan cita a Félix Ruenes para mañana en Vega Batea (Martí escribe Sao del Nejesial).
Al amanecer del día 14, los expedicionarios abandonan la cueva con un práctico. En la espesura del monte, en el rancho de Miguel Tavera, llegan a las 4:00 de la tarde, donde se encuentra el campamento de la guerrilla de 50 hombres armados al mando del comandante Félix Ruenes. El día 16 de abril, los expedicionarios, acompañados por el comandante Ruenes y su guerrilla, avanzan hacia El Jobo, cerca de la casa de José Pineda Reyes. El día 18 de abril en la mañana, los expedicionarios se despiden de la guerrilla mambisa y del comandante Ruenes, quien les cede una escolta de 6 hombres.

### Combate de Arroyo Hondo, jurisdicción de Guantánamo
En la mañana del día 25 las fuerzas cubanas dirigidas por el general José Maceo llegan a Arroyo Hondo, y libran un combate contra las fuerzas españolas al mando del coronel Juan Copello, evitando que el enemigo hubiera interceptado y capturado la expedición Gómez- Martí. El general José Maceo con sus fuerzas, acompaña a los expedicionarios hasta Vuelta Corta, campamento del general Pedro Pérez, donde llegan el día 27. El día 1 de mayo en Vuelta Corta, a la expedición Gómez- Martí se les une temporalmente una segunda escolta de 20 hombres de escolta al mando del general José Maceo.

### Reunión de la Mejorana, jurisdicción de Santiago de Cuba
El día 5 de mayo, los expedicionarios y su escolta, son interceptados por el mayor general Antonio Maceo, que los acompaña al Ingenio La Mejorana, donde el dueño les convida a un almuerzo. En el portal, Martí, Gómez y Maceo, inician una reunión, que continúa en un cuarto, en cuanto a la estructura del futuro Gobierno y del Ejército, y acordaron la campaña de la invasión.
El día 6 de mayo antes de partir, rumbo hacia Bayamo, tropezaron con una de las avanzadas de su campamento, pudiendo entrar al mismo. Martí y Gómez fueron recibidos y vitoreados por aquellas 2,000 tropas, con entusiasmo y respeto. Dos horas después, los expedicionarios continuaron la marcha, con una escolta de 50 hombres, al mando del comandante José Cefí Salas, facilitada por Antonio Maceo.
El día 9 de mayo, en Altagracia de Venero, se les une temporalmente el coronel José Miro Argenter, Rafael Manduley y escolta de holguineros.
El día 10 de mayo, en las orillas de la laguna llamada Travesía, cerca del Cauto, se les unen el teniente coronel Francisco Bellito Blanco, el capitán Francisco Pérez, y el capitán Rafael Pacheco de las fuerzas de Jiguaní.
El día 11 de mayo en las orillas de la laguna llamada Travesía, cerca del Cauto, el coronel José Miro, Manduley y escolta se dirigen hacia Holguín, y les dejan a Martí y Gómez siete hombres de las fuerzas de Holguín.

### Zona del Río Contramaestre
El día 12 de mayo, los expedicionarios y su escolta, hacen estancia en casa de José Rosalía Pacheco entre Dos Ríos y La Bija. Luego, cruzan por el paso de Dos Ríos (¿paso de Santa Úrsula, en el río Contramaestre?), siguen por la orilla del río Contramaestre. Acampan en La Jatía.
El día 13 de mayo, Martí y Gómez, y escolta recorren de vuelta los potreros del día de ayer, siguiendo Cauto arriba, cruzan el Contramaestre, para finalmente acampar en los ranchos abandonados del capitán Rafael Pacheco, donde permanecen hasta el día 18 de mayo.
El General Gómez había tenido confidencias de que acababa de llegar a Palma Soriano un gran convoy custodiado por fuerte columna al mando de un coronel (José Jiménez de Sandoval), y que el mismo seguiría después a Ventas de Casanova, a fin de aprovisionar toda esa línea de fuertes. Estimó el General de gran importancia atacarlo, y con tal objeto decidió salir para Ventas de Casanova. Escogió 30 jinetes (40 según Martí), para dicha operación, dejando a Martí con el resto de las fuerzas encargado del campamento, donde debía permanecer en espera del General Masó.
El día 17 de mayo Gómez se separa de Martí, con los 30 jinetes hacia Ventas de Casanova, mientras Martí permanece con escolta de doce hombres, al mando del Teniente Chacón, con tres guardias en cada uno de los tres caminos.
El día 18 de mayo el mayor general Masó con sus fuerzas de Bayamo y Manzanillo, llegan a La Bija, donde el prefecto Rosalía Pacheco le indica que Martí se hallaba en casa de su hermano Rafael, y salen en su búsqueda. El Maestro se encontraba en casa de la familia de apellido Rosa y escoltado por seis hombres. Masó decidió trasladar sus fuerzas a Vuelta Grande, al otro lado del río Contramaestre, a donde se dirigiría también Martí con su escolta, tras enviar mensaje a Gómez.

### Carta a Manuel Mercado
El día 18, José Martí conversó con el mayor general Masó, luego quizás de interrumpir la carta que debían enviar a su amigo Manuel Mercado, que fuera de lo personal, manifiesta el peligro de ocupación militar estadounidense en Cuba, ya desde 1895.

## Trayecto de las fuerzas españolas
En su orden general del 16 de abril de 1895, el capitán general Arsenio Martínez Campos, estableció para el departamento oriental tres distritos militares, de los cuales, uno lo dirigía el general de división Juan Salcedo y Manilla de los Ríos, comandante general de las tropas españolas acantonadas en Santiago de Cuba.
El día 15 de abril de 1895 el coronel español José Jiménez de Sandoval (arribado a Santiago de Cuba el 5 de abril) recibe el mando de la 2ª media brigada, de la 1ª brigada, 2ª división, y las primeras tropas a su mando fueron tres compañías del batallón 2º Peninsular y un escuadrón de caballería del regimiento Hernán Cortés.
El coronel español Ximénez de Sandoval, sale de operaciones por la zona de San Luis. El 2 de mayo, ante el anuncio de que Maceo con fuerza de 200 hombres bien armados había pasado rumbo a un lugar llamado La Yaya y se le suponía la intención de atacar Palma Soriano, el general de división Juan Salcedo Mantilla de los Ríos, comunicó al general Gasco que ordenara al coronel Ximénez de Sandoval que con una columna y guerrilla fuera de operaciones a Palma Soriano.
En Palma Soriano, el coronel Ximénez de Sandoval y su segundo el Teniente Coronel Manuel Michelena Moreno (jefe del 2° Bon) contaban con su estado mayor, los batallones de infantería 2º (cuatro compañías), 5º (una compañía)y 9º(una compañía) Peninsulares, y del regimiento de caballería Hernán Cortés #29, que en total sumaban unos 800 hombres.
El día 18 de mayo las fuerzas de Sandoval llegan a Remanganaguas sin ser molestado por la tropa de Gómez, quien recibe comunicación de Martí sobre la llegada de Masó.

## Batalla de Dos Ríos

### Condiciones previas
El día 19, Gómez apareció en el campamento de Vuelta Grande en la mañana, y saludo con un abrazo a Martí y a Masó. Pasaron un rato de verdadero entusiasmo, la llegada del general Gómez produjo intenso júbilo en el campamento de Vuelta Grande. Las tropas, previamente formadas, prorrumpieron en entusiásticos vítores a Cuba y a Martí, al mismo Gómez, a Bartolomé Masó, a los demás generales presentes y a Antonio Maceo. Luego, restablecido el silencio, arengo primero a las tropas, el Generalísimo, quien lo hizo con aquella elocuencia militar, sobria y enérgica que le era característica, le siguió el general Masó, y por último hablo Martí, quien “hablo con verdadero ardor y espíritu guerrero”.
El mismo día 19, a 4:00 de madrugada el coronel Sandoval ordenó tocar diana y, formó su columna. Sandoval, por los informes que ha logrado recoger, sabe que hay partidas de insurrectos por los alrededores y que en la dirección de La Vuelta Grande había algún núcleo de importancia. Emprende su marcha con mucho sigilo por la orilla izquierda del Contramaestre.
Al llegar a Limones, vadean el río y siguen la marcha por el camino de Remanganaguas a Dos Ríos, o sea, por la derecha del Contramaestre.
A poco de andar, la vanguardia, jinnetes del escuadrón de caballería del Hernán Cortés, capturan al campesino canario Carlos Chacón de la finca La Vuelta Grande. Traído a la presencia del jefe de la columna, de inicio, al ser interrogado, Chacón negó vínculos con los mambises. Pero, al encontrársele un papel en que José Martí o Máximo Gómez había anotado algunos efectos como ropa y comida, para que los adquiriera en el comercio de José Falancón, en Ventas de Casanova, y, también dinero, se ablandó y confesó que actuaba de mensajero en busca de las mercancías. Según Ximénez de Sandoval, de esa forma supo que  “Martí, Máximo Gómez, Maso y Francisco Borrero se hallaban entre Vuelta Grande y Dos Ríos con unos setecientos hombres montados”.
Según Ximénez de Sandoval, al llegar a la finca La Bija, en la zona de Dos Ríos, su vanguardia sostuvo dos o tres veces tiroteo con pequeños núcleos montados de los cubanos.Sobre las 11:45 de la mañana ordenó detener la marcha. En las inmediaciones quedaba la casa del campesino José Rosalía Pacheco (prefecto de la zona). Sandoval, ordenó acampar y almorzar ligeramente, y ante un posible contacto con las fuerzas mambisas, dispuso sus fuerzas en defensa circular, teniendo dos defensas naturales contra caballería, un flanco en el río Contramaestre y contrario otro flanco en el bosque.

### Alarma y trayecto de las fuerzas cubanas
Durante el almuerzo en el campamento de Vuelta Grande, Máximo Gómez recibe la noticia por el teniente Álvarez, quien en el camino escuchó unos disparos, que habían sido realizados a una patrulla cubana (¿al mando del capitán Ramos?) perseguida por la vanguardia enemiga.
En el campamento Vuelta Grande el total de fuerzas del ejército libertador más cercano a la realidad se encuentra entre 400 y 450 hombres, teniendo en cuenta los 350 hombres de las fuerzas (2do Cuerpo) del MG. Bartolomé Masó, 50 hombres de la escolta (1er Cuerpo) del comandante José Cefí Salas, cinco expedicionarios (MG. Máximo Gómez, MG. José Marti, MG. Francisco Borrero, alférez César Salas, Marcos del Rosario), seis hombres (1er Cuerpo) de las fuerzas de Ruenes, cinco hombres de las fuerzas de Jiguaní  (TC. Francisco Blanco con dos hijos, el capitán José Rafael Pacheco, capitán Francisco Pérez) y siete hombres de las fuerzas de Holguín.
Máximo Gómez envió dos regimientos bayameses (Hatuey y Figueredo) a situarse en los caminos de Jiguaní, y del Cauto, respectivamente, para proteger su retaguardia. Con el resto, marchó Gómez hacia el paso de Santa Úrsula, donde su vanguardia, un escuadrón del regimiento Gua se desvía río arriba al no poder franquearlo. Gómez, Martí, Maso y Borrero con cerca de 150 hombres lo cruza lentamente, pero cuando solo habían cruzado cerca de 60 hombres, Gómez ordenó continuar la marcha.

### Combate
La primera carga se sitúa a las 12:30 meridiano. Gómez asegura haber aniquilado 40 (con el tiempo rectificó a 33 y luego 7) hombres de la vanguardia española, pero Sandoval desmiente que la avanzada fuera de 40 hombres, más bien, eran 12 soldados y un sargento, que fueron sorprendidos por el rápido e inusitado ataque, de los cuales cayeron 3-4 soldados, heridos otros tantos, y el resto se replegó a su compañía, la cual contraatacó, y con las dos compañías a su derecha contuvo el ataque principal.
Definido el lugar de ataque de los mambises, Sandoval refuerza con una tercera compañía el estrecho frente defensivo sobre el camino, además del escuadrón de caballería. Infructuosamente Gómez, Borrero y Maso atacaron por tres puntos diferentes, mientras que a Martí se le ordenó quedarse allí.
Parece que Martí, ante la ruda lucha que se estaba presenciando, y de los ineficaces ataques contra las líneas enemigas, se lanzó hacia el enemigo, diciéndole al ayudante del general Masó, Ángel de la Guardia:
-Vamos a la carga, joven.
Emprendiendo loca carrera con su revólver desenfundado, seguido por Ángel de la Guardia. Parece que con este gesto intento en un arranque de valor provocar una reacción favorable a las armas cubanas. Martí, entra en una zona dominada por una compañía española, apostada cerca del río Contramaestre, que abre fuego matando al caballo de La Guardia, e hiriendo al de Martí, quien cae herido en el rostro. Fracasado el intento de cargar el cuerpo de Martí, La Guardia se retira informándole del infortunio a Gómez.
La caída de Martí se sitúa a las 1:00 pasado meridiano.
Gómez ordena la retirada de las fuerzas cubanas hacia el paso de Santa Úrsula, y de allí, rodear el área del combate y poder interceptar la columna española.
Terminado el combate, Sandoval envía sección de caballería Hernán Cortés y tres compañías de infantería para reconocer el callejón de monte hacia Dos Ríos, por donde se retiraron los cubanos. Al recorrer tres cuartos de legua, observan a los mambises, divididos en tres grupos, dirigirse hacia el río Contramaestre, sin dejar exploradores que vigilen los movimientos de la columna española. Después de examinar la documentación y de ser identificado el cadáver de José Martí, no tuvo dudas de quien se trataba. Rápidamente ordenó salvaguardarlo y partir hacia Remanganaguas, y no escatimó esfuerzos para que el cadáver no cayera en manos insurrectas. El cadáver de Martí fue colocado atravesado en el caballo del prisionero Chacón.
El resultado del combate fue la derrota de las fuerzas insurrectas del mayor general Maximo Gomez, frente al coronel español Jose Ximenez de Sandoval.

### Intentos de rescatar el cuerpo de José Martí
Los cubanos hicieron posteriormente un intento de recuperar el cuerpo de Martí pero las fuerzas oponentes eran demasiado fuertes y repelieron el ataque. 
José Martí fue finalmente enterrado en Santiago de Cuba el 27 de mayo de 1895.